# Petrus Lucander
Petrus Petri Lucander, född 1647 i Sörby socken, död 1692 i Trehörna socken, Östergötlands län, var en svensk präst i Trehörna församling.

## Biografi
Petrus Petri Lucander föddes 1647 på Lundby i Sörby socken. Han blev 1668 student vid Uppsala universitet, Uppsala och prästvigdes 1674 till komminister i Källstads församling, Herrestads pastorat. Lucander blev 1678 komminister i Sörby församling, Mjölby pastorat och före 1681 kyrkoherde i Trehörna församling, Trehörna pastorat. Han avled 1692 i Trehörna socken.

### Familj
Lucander gifte sig med Maria Hultenia. Hon var dotter till kyrkoherden Petrus Hulthenius och Anna Duræus i Vinnerstads socken. De fick tillsammans sonen Petrus. Efter Lucanders död gifte Maria Hultenia om sig med kyrkoherden Andreas Haquini Kylander i Trehörna socken.